# فيكتور كاسيرس
فيكتور خافيير كاسيريس سينتوريون (بالإسبانية: Víctor Javier Cáceres Centurión) (مواليد 25 مارس 1985 في أسونسيون) لاعب كرة قدم باراغواياني .

## روابط خارجية
- فيكتور كاسيرس على موقع الاتحاد الدولي (مؤرشف)  (الإنجليزية)
- فيكتور كاسيرس على موقع قاعدة بيانات كرة القدم.إي يو (الإنجليزية)
- فيكتور كاسيرس على موقع ناشيونال فوتبول تيمز (الإنجليزية)
- فيكتور كاسيرس على موقع Soccerway.com (الإنجليزية)
- فيكتور كاسيرس على موقع عالم كرة القدم.نت (الإنجليزية)
- فيكتور كاسيرس على موقع كووورة
- فيكتور كاسيرس على موقع AS.com (الإسبانية)